# Michele Arcangelo Lupoli
Michele Arcangelo Lupoli (Frattamaggiore, 22 settembre 1765 – Napoli, 28 luglio 1834) è stato un arcivescovo cattolico, teologo, letterato e archeologo italiano.
Arcivescovo di Salerno, fu l'artefice nel 1807 della traslazione dei sacri resti mortali di san Sossio e san Severino da Napoli a Frattamaggiore.

## Genealogia episcopale
La genealogia episcopale è:
- Cardinale Scipione Rebiba
- Cardinale Giulio Antonio Santori
- Cardinale Girolamo Bernerio, O.P.
- Arcivescovo Galeazzo Sanvitale
- Cardinale Ludovico Ludovisi
- Cardinale Luigi Caetani
- Cardinale Ulderico Carpegna
- Cardinale Paluzzo Paluzzi Altieri degli Albertoni
- Papa Benedetto XIII
- Papa Benedetto XIV
- Papa Clemente XIII
- Cardinale Marcantonio Colonna
- Cardinale Giacinto Sigismondo Gerdil, B.
- Cardinale Giulio Maria della Somaglia
- Arcivescovo Michele Arcangelo Lupoli